# Parc national volcanique d'Undara
Le parc national volcanique d'Undara (en anglais : Undara Volcanic National Park) est un parc national australien situé à proximité de la petite ville de Mount Surprise (en), dans le Queensland. Undara est un mot aborigène signifiant « longue route ».
Le volcan bouclier d'Undara est l'un des 160 volcans de la province volcanique de McBride. La région est célèbre pour ses formations volcaniques et notamment les tunnels de lave.

## Sources
- (en) Undara sur le site de l'État du Queensland
- (en) Undara sur Volcano World